# Het gelukkig huisgezin: orgaan van de Nieuw-Malthusiaanse Bond
Het gelukkig huisgezin: orgaan van de Nieuw-Malthusiaanse Bond was een tijdschrift dat tussen 1904 en 1928 werd uitgegeven in Nederland. De Nieuw-Malthusiaanse Bond had ten doel geboortebeperking bekend te maken bij een groter publiek en dit op de politieke agenda te zetten. Dit uit de overtuiging dat minder kinderen in een gezin zou zorgen voor een stabielere financiële situatie voor het gezin en een betere opvoeding voor de kinderen, omdat de moeder minder belast zou worden. Jan Rutgers was een actief lid van de vereniging en Aletta Jacobs steunde tevens het doel. Het blad bevatte notulen van de algemene ledenvergaderingen.
In 1928 ging het tijdschrift door onder de naam Verstandig ouderschap: orgaan van den Nieuw-Malthusiaanschen Bond, dat tot 1967 vier keer per jaar verscheen.